# Grete Weiskopf
Grete Weiskopf, nota anche con lo pseudonimo di Alex Wedding (nata Margarete Bernheim; Salisburgo, 11 maggio 1905 – Saalfeld/Saale, 15 marzo 1966), è stata una scrittrice tedesca, considerata una pioniera della letteratura socialista per bambini e ragazzi.

## Biografia
Grete Bernheim nacque in una povera famiglia ebrea. Dopo il liceo svolse un apprendistato in banca a Salisburgo e poi si trasferì a Innsbruck. Nel 1925 si trasferì a Berlino, dove lavorò come stenodattilografa, libraia e impiegata di banca, poi nel 1928 sposò lo scrittore cecoslovacco Franz Carl Weiskopf (1900-1955), membro del Partito Comunista di Germania e della Lega degli scrittori rivoluzionari proletari (BPRS).
Nel 1931 uscì il suo primo libro per ragazzi Ede und Unku, che fu pubblicato da Malik-Verlag con lo pseudonimo di Alex Wedding. Con l'ascesa dei nazisti al potere, fuggì con il marito a Praga e nel 1939 via Parigi a New York.
Dopo la seconda guerra mondiale la coppia tornò a Praga per un breve periodo. Nel 1949 suo marito iniziò a lavorare nel servizio diplomatico cecoslovacco, quindi si trasferirono dapprima a Washington, poi a Stoccolma e infine nella Repubblica popolare cinese, dove Alex Wedding lavorò come traduttrice e corrispondente. Dal 1953 fino alla sua morte visse nella Repubblica Democratica Tedesca. Nel 1956 divenne membro dell'Accademia tedesca delle arti.
Fu autrice di libri per bambini e ragazzi, di racconti, nonché produsse relazioni e numerosi articoli. I suoi due libri di maggior successo Ede e Unku e Das Eismeer rufe (entrambi pubblicati da Malik-Verlag) sono stati oggetto di trasposizioni cinematografiche.
È sepolta assieme a suo marito nel cimitero centrale di Friedrichsfelde di Berlino. Le biblioteche di entrambi sono conservate all'Accademia delle arti di Berlino.

## Opere
- Ede und Unku. Malik-Verlag, Berlino, 1931
- Das Eismeer ruft. Malik-Verlag, Londra 1936
- Die Fahne des Pfeiferhänsleins, 1948
- Söldner ohne Sold. Ein Roman für die Jugend, 1948
- Das eiserne Büffelchen, 1952
- Die Drachenbraut. Chinesische Volksmärchen, 1961
- Die Geschichte von der kleinen Schildkröte und den Goldfinken. Nach einer Fabel aus Ghana. Alfred Holz Verlag, Berlino, 1963
- Hubert, das Flusspferd.
- Im Schatten des Baobab. Märchen und Fabeln aus Afrika. Alfred Holz Verlag, Berlino 1965